# Lissochlora purpureotincta
Lissochlora purpureotincta là một loài bướm đêm trong họ Geometridae.